# Qian Tianyi
Qian Tianyi (en chino: 銭天一; 23 de enero de 2000) es una deportista china que compite en tenis de mesa. Ganó una medalla de bronce en el Campeonato Mundial de Tenis de Mesa de 2021, en el torneo de dobles.

## Palmarés internacional
| Campeonato Mundial | Campeonato Mundial       | Campeonato Mundial | Campeonato Mundial |
| Año                | Lugar                    | Medalla            | Prueba             |
| ------------------ | ------------------------ | ------------------ | ------------------ |
| 2021               | Houston (Estados Unidos) | Medalla de bronce  | Dobles             |